# Марков, Гавриил Александрович
Гавриил Александрович Марков (25 марта [6 апреля] 1866, Верх-Исетский завод, Пермская губерния — 20 сентября 1933, Москва) ― управитель Верхнетагильского чугуноплавильного и железоделательного завода в 1892―1897 годах, управляющий Верх-Нейвинского заводского округа в 1897―1907 годах, управляющий Нижне-Тагильского и Луньевского округов в 1907―1909 годах, главноуправляющий приисками в Федоровском золотопромышленном обществе Енисейской губернии в 1911―1920 годах.

## Биография
Родился 25 марта 1866 года в Верх-Исетском заводе Екатеринбургского уезда Пермской губернии в малосостоятельной мещанской семье, крещён в Успенском храме. Мать Надежда Афанасьевна и отец Александр Ивановеч Марков, брат Василий Александрович Марков похоронены на Ивановском кладбище. В детстве пел в хоре Успенской церкви, за что получал небольшое жалование. Отец Александр Иванович получил образование в начальной народной школе, служил лекарем при Верх-Исетской больнице, затем открыл мелочную лавку, был ведущим тенором в церковном хоре, умер в 63 года от рака желудка. Дед Иван Кузьмич Марков был фельдшером Верх-Исетской больнице, прожил 72 года. Семейная легенда гласит, что «дед происходил из крестьян Березовского завода. Говорил, что он потомок крестьянина Ерофея Маркова, открывшего золото на Урале, в Березовском заводе, за что был запорот до смерти, так как «подлому люду не под стать было заниматься золотом, имеющим отношение к государственной казне».
Учиться пошел в 6 лет. Начальное образование получил в народной школе, окончил Екатеринбургскую гимназию с серебряной медалью в 1885 году. 8 августа 1885 года зачислен в Горный университет, слушал лекции Д. И. Менделеева, но из-за неимения денег перевёлся в Горный институт, который окончил в 1890 году. Удостоен звания горного инженера по первому разряду. В Горном институте слушал лекции А. П. Карпинского, Н. А.  Иоссы, П. В. Еремеева, Г. А. Тиме, И. А. Тиме, Г. Г. Лебедева.
Службу начал в конце июля 1890 года смотрителем золотых приисков Режевской дачи. На работу пригласил управляющий Верх-Исетским округом А. И. Роджер. В ведении было около 20 старательских приисков.
Гавриил Александрович отмечал, что «постановка золотого дела в Режевской даче меня не удовлетворяла, и я наметил там постановку крупных по тому времени золотопромывальных машин – на реке Рефт (Ильинский прииск) одну машину для рассыпного золота и на реке Сорочке вторую такую же. Кроме того, я поставил вторую пару бегунов на кварцевое золото по реке Быстрой. Под моим руководством и по моим чертежам на Ильинском прииске построена была первая в Режевской даче золотопромывальная машина с водяным двигателем (колесо Понселе)». 
Через год в 1891 году в ведении были несколько золотых приисков, в том числе Мариинский, Шигирский и Столбянской. Одновременно служил смотрителем Нейво-Рудянского чугуноплавильного завода с октября 1891 года по март 1892 года. Был временно управляющим Верх-Исетского завода графини Стенбок-Фермор с мая по сентябрь 1892 года. Затем назначен управителем Верхнетагильского чугуноплавильного и железоделательного завода в 1892―1897 годах. Назначен управляющим Верх-Нейвинского заводского округа, куда входили Верх-Нейвинский, Нейво-Рудянский и Нижне-Нейвинский заводы, в 1897―1907 годах. Служил управляющим Нижне-Тагильского и Луньевского округа в 1907―1909 годах, на заводах наблюдались волнения рабочих. По мнению Маркова, заводы требовали серьезной модернизации, но владельцы этих заводов, Демидовы, тратили получаемые ими доходы только на свои нужды. Владельцы отказали администрации заводов в оборотных суммах для производства, после чего Г.А. Марков ушёл в отставку. Назначен главным инженером в Пермском губернском земстве для руководства оценкой «всех Уральских заводов» с февраля 1909 года по март 1911 года, проведение разного рода консультаций с исследованием почв в различных населённых пунктах Пермской губернии на залежи полезных ископаемых.
Являлся попечителем Верхнетагильской народной школы в 1892―1897 годах, по его проекту возведена каменная Пророко-Ильинская церковь в Верхнем Тагиле, освященная в 1897 году, гласным в Губернском земском собрании с 12 октября 1900 года, членом раскладочной комиссии по народному образованию, дорожному строительству в Екатеринбургском уездном земском собрании в 1900–1907 годах. 
Кроме того создал Комитет попечительства о народной трезвости в 1897 году, открыл чайную, создал бесплатную библиотеку имени А. С. Пушкина, открыл театр на 300 мест с общественным садом, открыл воскресные классы для взрослых в новом здании Верхнейвинского училища в 1901 году, в период управления Верх-Нейвинским округом построена новая церковь в 1906 году. В 1909 году высказывался за открытие Уральского горного института в Екатеринбурге.
Служил главноуправляющим приисками в Федоровском золотопромышленном обществе Енисейской губернии с марта 1911 года по 1920 год. В 1911 году вся семья переехала в Санкт-Петербург. Федоровское общество принадлежало графам Гудовичу и Гендрикову, к 1911 году существовало только благодаря кредитам, которые оно получало в банках. После национализации золотых приисков зачислен в Енисейский губсовнархоз заведующим горным отделом в 1920 году, принят в Сибирское промбюро заведующим отделом Райзолото Западной Сибири. 
Ленские золотые прииски были переведены на хозрасчет, образован трест «Ензолото», членом правления которого был назначен Гавриил Александрович, а в дальнейшем и директором -распорядителем этого треста. Проработал Марков на этой должности до 1 января 1923 года. 1 января 1923 года переведён на службу в Народный комиссариат РКИ. 
В июле 1923 года Маркова обвинили в привлечении иностранного капитала для увеличения производственных мощностей при его работе в тресте «Ензолото» и арестовывали. Полтора года велось следствие. В его поддержку откликнулись Леонид Борисович Красин, заступились рабочие Енисейского Землячества Общества политкаторжан и спецпоселенцев. Спустя два года в городе Ново-Николаевске состоялся суд, где его оправдали. После этого работал в отделе цветной металлургии ВСНХ СССР.
Скончался 20 сентября 1933 года в Москве от крупозного воспаления левого лёгкого, похоронен на Новодевичьем кладбище с почётным караулом.

## Память

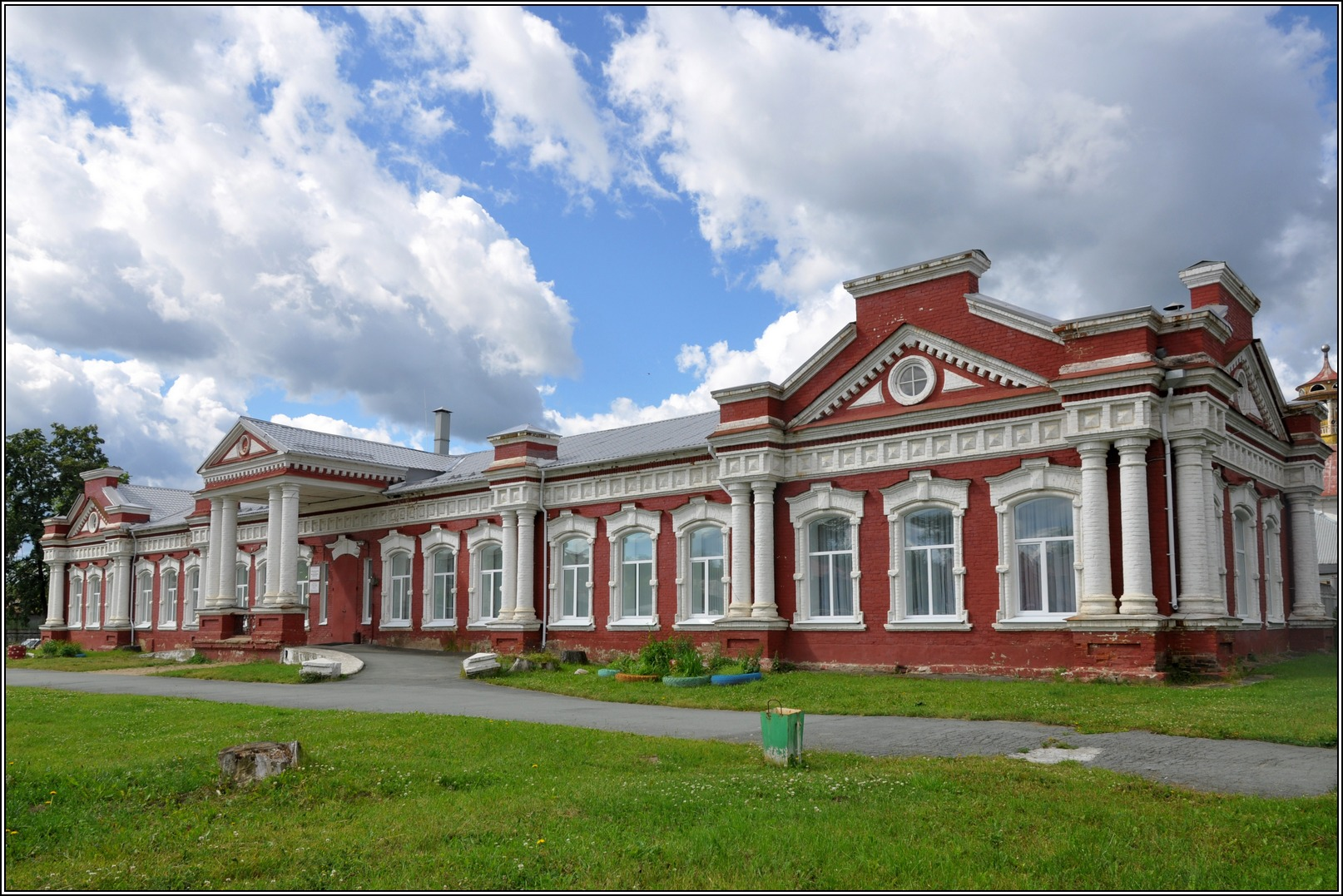
Здание Верх-Нейвинской заводской больницы

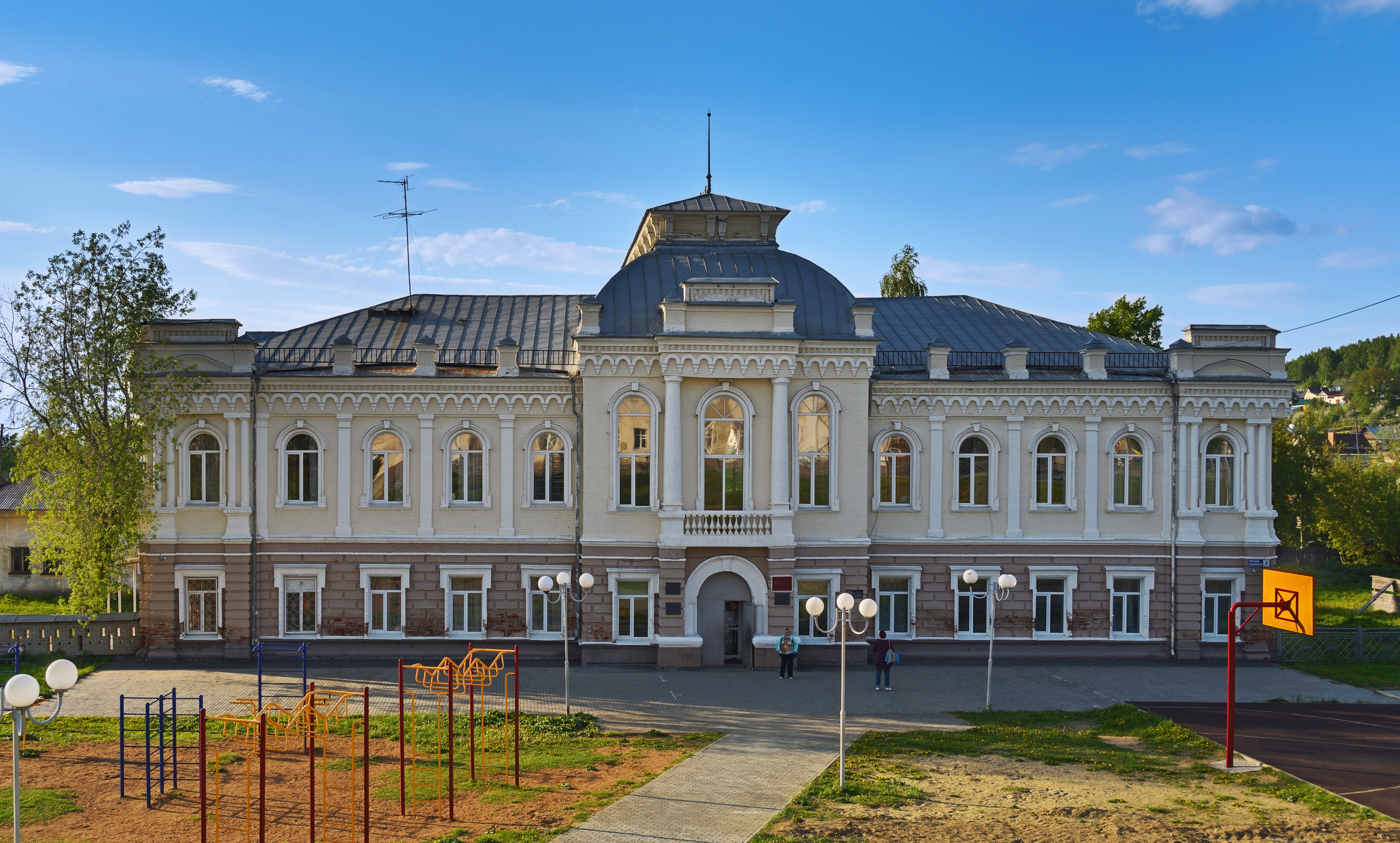
Здание мужского городского училища

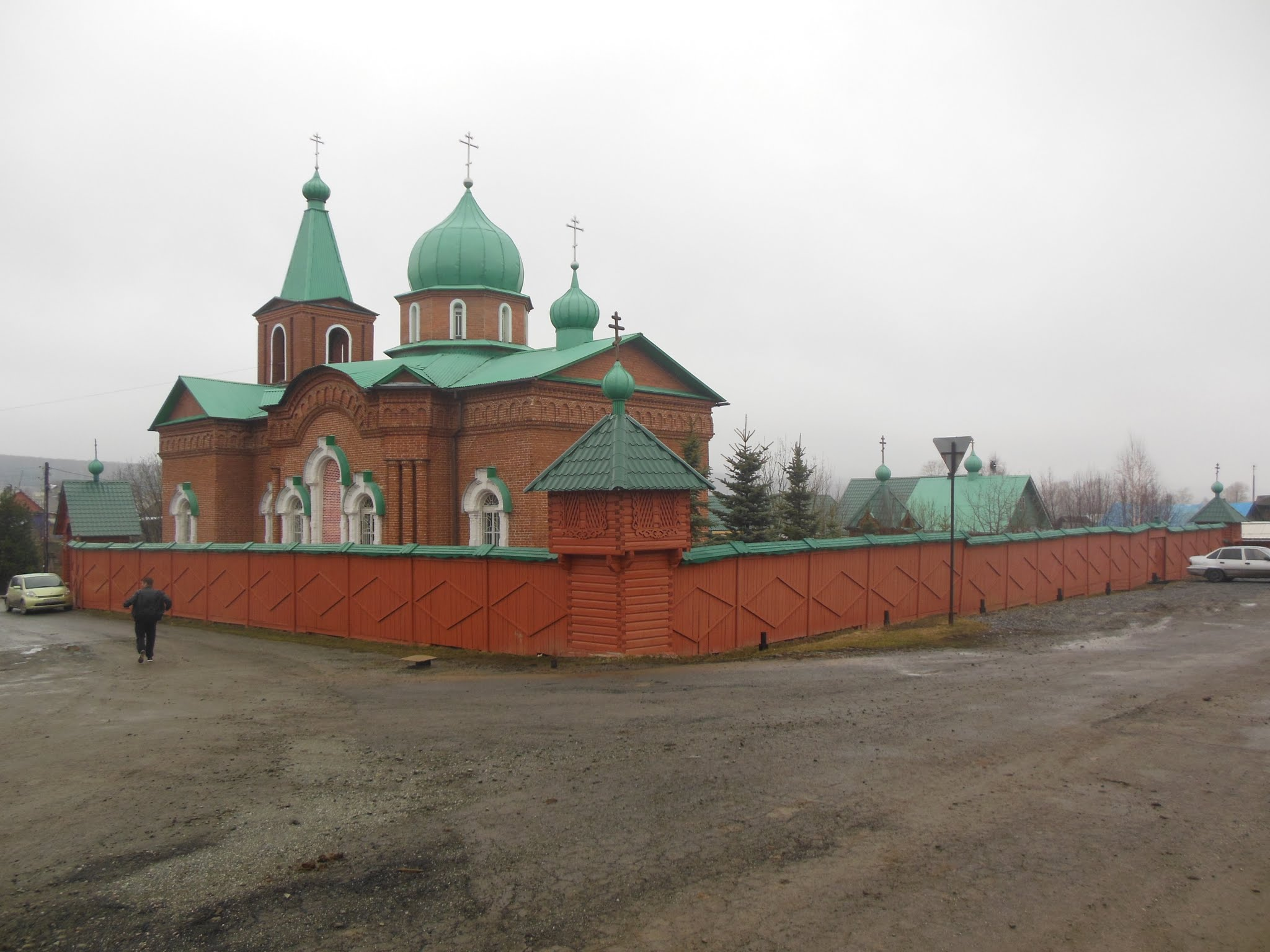
Свято-троицкая церковь в Тарасково

9 апреля 2016 года в ГО Верх-Нейвинский состоялось открытие мемориальной доски на здании Дома школьников в память об управляющем заводом Гаврииле Александровиче Маркове: «Здание Верх-Нейвинской заводской больницы. Построено в 1904 году управляющим завода Гавриилом Александровичем Марковым за счет заводских средств и народных пожертвований». На здании средней школы им. А. Н. Арапова установлена мемориальная доска: «Здание мужского городского училища. Построено в 1901 году управляющим завода Гавриилом Александровичем Марковым за счет заводских средств и народных пожертвований».
20 июня 2016 года открыта мемориальная доска на Свято-Троицкой церкви в Свято-Троицком Богородице-Всецарицынском мужском монастыре в селе Тарасково: «Святой Животворящей Троицы церковь. Заложена 6 августа 1902 года. Освящена по благословению Преосвященнейшего Владимира епископа Екатеринбургского и Ирбитского 28 мая 1906 года. Построена на средства Тарасковского сельского общества под руководством Г. А. Маркова, управителя Верх-Нейвинского завода».

## Семья
- Супруга Надежда Владимировна урожденная Дудина (1874–1937) ― дворянка, дочь Владимира Александровича Дудина, внучка Ивана Павловича Иванова, венчание проходило 7 апреля 1893 года в Николаевском храме, вела уроки рукоделия для девочек в Верх-Нейвинской женской школе в 1903―1907 годах.
- Сын Владимир Гаврилович Марков (1894–1960) ― юрист, член коллегии адвокатов. Внук Марков Владимир Владимирович (1929–2012)[8].
- Дочь Надежда Гавриловна Крейнер (1900–1988) ― референт вице-президента АН СССР, жена Франсуа Эдуардовича Крейнер-Гранжа (1893―1964).
- Дочь Елена Гавриловна Маркова (1903–1990) ― театральный режиссёр, заслуженный деятель искусств РСФСР.
- Дочь Наталия Гавриловна Маркова (1908–1997) ― геолог, доктор геолого-минералогических наук, старший научный сотрудник Института геологии АН СССР.
- Дочь Татьяна Гавриловна Борукаева (Маркова).

## Вклад в науку
В июне 1899 года принимал участие в уральской экспедиции Д. И. Менделеева, предоставил материал, что отмечено в книге «Уральская железная промышленность в 1899 году».

## Награды и чины
За свои достижения был неоднократно отмечен:
- 1890 ― коллежский регистратор;
- 1894 ― титулярный советник;
- 1899 ― орден Святой Анны III степени;
- 1901 ― особая благодарность от Екатеринбургского Уездного Земского Собрания «за прекрасную постройку единственного по своему образцовому устройству нового школьного здания»;
- 28.05.1905 ― коллежский советник;
- 1906 ― орден Святого Станислава II степени «за труды по народному образованию»;
- 02.1907 ― медаль Красного Креста «В память русско-японской войны»;
- 9.12.1907 ― наградной серебряный жетон на цепочке «за активную деятельность в должности старшины пожарной дружины Верх-Нейвинского завода» постановлением Пермского Губернского Земского Собрания.